# Pero foeda
Pero foeda là một loài bướm đêm trong họ Geometridae.